# Porites latistella
Porites latistella är en korallart som beskrevs av Quelch 1884. Porites latistella ingår i släktet Porites och familjen Poritidae. IUCN kategoriserar arten globalt som livskraftig. Inga underarter finns listade i Catalogue of Life.